# Bart Buysse
Bart Buysse (* 16. Oktober 1986 in Brügge) ist ein belgischer Fußballspieler, der auf der Position Abwehr spielt.

## Karriere

### Vereinskarriere
Buysse spielte in seiner Jugend für den KSC Beernem und für Club Brugge. 2006 gab er sein Profidebüt für den SV Zulte Waregem, in dieser Saison hatte er elf Einsätze und schoss ein Tor. 2008/09 spielte Buysse 27 Mal in der belgischen Liga, blieb aber ohne Torerfolg. 2009/10 hatte Buysse beim SV Zulte nur einen einzigen Einsatz in der gesamten Saison. In der folgenden Saison wechselte er schließlich zum FC Twente Enschede in die Eredivisie. Dort konnte er sich jedoch in zwei Jahren nicht durchsetzen und wechselte deshalb 2012 in seine Heimat zum FC Brügge zurück. Ein Jahr später ging er dann zum Stadtrivalen Cercle Brügge und 2015 wechselte er zum NEC Nijmegen. Seit 2016 spielt er nur noch im belgischen Amateurbereich.

### Nationalmannschaft
Buysse ist 2008 zwei Mal für die belgische U-21-Nationalmannschaft aufgelaufen.

## Erfolge
- Niederländischer Pokalsieger: 2011